# 朱塞佩·德·費迪斯
朱塞佩·德·費迪斯（義大利語：Giuseppe De Feudis；1983年7月10日—）是一位意大利足球運動員。在場上的位置是防守型中場。他現在效力於意大利足球甲級聯賽球隊切塞納足球俱樂部。他也曾效力於都靈足球俱樂部。